# Galago de Rondo
Galago rondoensis
Espèce
Statut de conservation UICN

 CR B1ab(ii,iii) : 
En danger critique
Statut CITES
Synonymes
- Galagoides rondoensis Honess, 1997

Le Galago de Rondo (Galago rondoensis) est une espèce de primate de la famille de Galagidae endémique de Tanzanie.

## Répartition et habitat
Cette espèce est endémique de Tanzanie où elle est présente entre 100 et 900 m d'altitude. Elle vit dans les forêts sèches côtières.

## Menaces et conservation
Le galago de Rondo est une des seize espèces de primates d'Afrique inclus entre 2000 et 2020 dans la liste des 25 espèces de primates les plus menacées au monde (2006 ; 2008 ; 2010 ; 2012 ; 2014 ; 2018).